# Göteborgs Flickäpple
Göteborgs flickäpple är en äppelsort. Göteborgs flickäpple kan vid otur drabbas av trädkräfta, och äpplet plockas i början av oktober, och håller några veckor efter man plockat det. Köttets smak är lätt vinsyrligt, och äpplet passas bäst i köket. Blomningen på detta äpple är medeltidig, och äpplet pollineras av äpplen med samtidig blomning. I Sverige odlas Göteborgs flickäpple bäst i zon I-II.